# 自贡市金融史
作为盐业经济发达的自贡市，其历史上金融业也相当发达。民国史料中写道，“富荣盐场，盛极一时，大贾豪商，麕集于此，地方之富庶繁荣，省内迨无其匹，政府视为唯一财源所在……不失为川省之唯一工业中心，不可多得之出超口岸也，执行金融业务者，银行钱庄，并行不悖，亦可谓相当发达。”虽然不同历史时期的金融业其盛衰荣枯都受盐业经济的影响，但在这块土地上，其典当、钱庄、银楼、银行、证券、基金、保险等发展程度是足以令无数大城市的金融业惊叹的。

## 中国历史上最早的股权投资市场与契约精神
早在古代，自贡人独具创造性地利用盐业契约，发明出类似于今天的私募股权投资基金和证券市场等融资模式，创造了各种合伙制和股份制等经营组织形式。清朝时期的井盐业具有投资大、风险高、收益高的特点。由于生产耗资巨大，风险也很大，凿井就需费时十余年甚至几十年，“井上工费或数万金，少亦万余金”，有的甚至“费至三四万而不见成功者”，需有雄厚资金做后盾。大量的商业资本向盐业资本转化，不少商人逐渐成为盐业资本家，他们是中国最早的一群创业投资家。创业的先辈们从陕西、山西、湖广、福建、江西、贵州省等地来到自贡，移民和土著为了更好地在自贡合作投资，在兴业中创造了“主客井”、“作节”投资模式，这种由自贡人所创造的盐业契约股份制经营模式有效地将分散的资本集中起来，迅速地扩大了生产规模。在投资管理中创造了“分班”和“大关”组织管理体系，在产业扩展中创造了“井、笕、灶、号”分工，逐步形成了行帮自律协作的社会关系。“大关”掌柜由全井股东会推举产生，职责是管理井灶的生产、经营、分配、再生产等，这种管理制度实现了资本所有者和经营者的分离，达到了同时代其他行业难以企及的水平，而且比西方国家早出了一个半世纪。这些金融创新都具有世界意义。井盐产区的投资者，多以盐商和经营典当起家，首先从控制川盐运输领域入手，以“租引代销”手法，获取大量利润，继而进一步控制广大川盐销售口岸，在各地开设盐店，积累巨额财富；最终多与当地土著合伙，将商业资本投向盐业井灶，转化为产业资本。
一般情况下，地主在井成投产后，占有股份的六分之一至四分之一不等，称“主日份”、“地脉日份”或“地脉锅口”；其余大部股权归投资者（盐商）所有，称“工本日份”，“客日份”或“开锅水份”，主客的这些股权还可以作为抵押物。在有承首人（集资凿井的发起人或组织者）的情况下，还需从地脉日份或锅口中拨出部分股份，作为给承首人的报酬，称“乾日份”、“团首日份”或“开锅水份”。承首人又包括两种情况：一是承首人直接向地主承租地基之后，再去组织投资者，承首人自己也往往认股投资，承首人实际上是中国历史上最早的私募基金发起人；另外一种是由客商自行租来地基，然后转交承首人组织其他投资者，承首人通过土地和盐井的资本化运作，负责盐业契约（股票）的承销以获取报酬，成为了中国历史上最早的投资银行股票承销商。初始资本募集完成后，承首人的义务还包括组织盐井的生产经营管理，并负责管理凿井过程之中的各项追加投资资金，这里的承首人又承担了颇类似于职业经理人和私募基金经理的职责。
从清初到中叶开始，自贡盐场便形成了私募股权投资基金的资本运作。通过股份制聚资，实行资源租借、资本与资金置换、BOT等资本运作手段；聘任管事、经理经营，实现了所有权与经营权的分离；大量雇佣工人劳动，生产分工日趋精细；其旗下均构成一业为主，多业并营的集团化公司（堂）；实行多层级的、分工严密的、管理严格的经营管理机制，构成宏大的“托拉斯”式产业经营管理运作的体制，自贡盐商是中国最早的CEO层。自贡盐商，与晋商之专事金融不同，也与徽商之只营商贸不同，而是工商业者，以工（盐业生产）为主业，兼及商贸、金融、田地产及各相关产业，因此兼容晋、徽二商之特点，横跨实体经济（实业）和虚拟经济（金融），本质上是中国最早的工业资本家。
自贡盐业契约的主要特征，一是合资模式灵活。合资主要有两种模式：年限井与子孙井。年限井是契约规定投资者开采收益具有时间限定，到时由井基土地所有者将投资者的股份全部无偿收回，这有利于新一轮投资的进行。子孙井即投资者和井基土地所有者共同永久享用、传之子孙，这有利于双方世代长期合作的积极性。这两种模式同时进行，满足了不同投资者的需求，保证了自贡盐场持续投资的吸引力。二是融资机制充满活力。首先是资本无定，由于凿井见功的诸多不确定性，因而不存在事先筹足注册总资本之说，只要按股交少量启动资金即可开工。其次是资本接力，即“作节”，这是一种具有创造力的“多层股权制”，将股票分为“上节”、“下节”等多类，同股不同权。契约按“厂规”规定，凿井开工后中途不得以任何理由停顿，如若停止，井基土地所有者将无条件收回。因此，当投资方出现无力筹资时，可邀人合资，进行增发，自己提留若干股份成为不出工本的上节股份，交出的股份交下节并由下节负担工程费用。如下节又感财力不济，则又如法炮制，形成多级投资。这种“作节”契约制度，既保证工程进度的连续性又保证了源源不断的资本投入。自贡盐场设计的“作节”多级股权结构比美国的双层股权制早了200年以上（直到2004年，谷歌IPO时，其创始人佩奇与布林才设计了一种AB双层股票结构）。三是“井债井还”的有限责任契约。合资井的债务一律由井上负责偿还，与股东个人无干，债权人不得向股东个人求偿，这就有利于调动股权投资者的积极性。可见，早在清朝，自贡盐业契约中已经有了“破产隔离”的规定，促进了资产证券化的健康发展。
随着盐业和金融业的进一步发展，清乾隆四十四年（1779年），中国历史上最古老的股票——“同盛井约”这种盐业契约在自流井盐场诞生。同盛井约作为“年限井约”已完全具备股份制合约的要素，被当今证券收藏界和经济学家公认为中国“准股票”或“类股票”的最早文字记录，比美国最早设立的证券交易所还早13年。这些契约显示出很强的严肃性和连续性。例如，贡井盐场的“东源井约”，从1889年开凿盐井到1949年，半个多世纪中，盐井虽几易其主，契约以不同的价格流通、转让、背书、过户，但合约关系始终存在。自贡市档案馆现存的28,000多卷盐业档案中，有3,000余件各类盐业契约，系统完整地显示出从清雍正十年（公元1732年）到民国三十八年（公元1949年）200多年间，各种合伙经营、股份制关系和股票以及证券市场的基本特征。自贡的会馆既是一种行帮性组织和文化性组织，也是一种经济型组织。盐业契约（股票）的转伙（交易）通常在各会馆中协商进行。因此，会馆实际上成为中国最早之股权证券交易所。
在盐业契约的二级交易市场上，每位投资者对盐井、盐灶的所有权都是以其手中的股份份额作为量化标准的。股伙因资金不足、力不从心等需要将其所占股份转让，应先尽伙内，伙内人享有优先转让权；若伙内均无人受让，则可向伙外之人转让，但有限制，一是须经得伙内人同意，以便共同凿办；二是须经得井主同意。如果股东有意向转让自己所拥有的股份份额，那么与这部分股份份额相应的生产设施、厂房也都要随之转移，其中也包括与之相应的土地所有权。如果把自己所享有的股份全部买卖出去，就为“扫卖”，即“寸土寸木寸竹寸石片瓦无提留”。如果只买卖一部分，就为“摘卖”，即出让者将自己的股份保留一部分。买卖一部分土地所有权附随井灶交易的土地所有权的转让契约也就是这样产生的。此外，还有生产过程中的“进班”（即盐井或天然气井开凿见功后投产）、“分班”、“大关”契约制度以及出卖、租赁等金融行为，均以契约形式固定并运作，自贡盐场俨如一个契约社会。《自贡盐业契约档案选辑》把这些契约整理成六大类二十多种，包括开凿盐井契约、井灶租佃契约、日份与火圈买卖契约、合伙契约、置笕契约以及借贷抵押、分关析产契约等，涵盖了从最初的合资开凿盐井、火井，到其过程中的股份买卖及合伙、退伙、拆伙，固定资产、生产要素及基础设施的租佃、买卖，生产阶段的“分班”经营，扩大生产规模的“大关”管理以及各类计算方式、处理纠纷、诉讼的办法等等。 
由于深处内陆，自贡的古代资本市场完全是中国的内生资本主义萌芽金融业发展的结果，在近代以前（鸦片战争清政府开关以前）都没有受到西方的影响。与沿海的金融业发展史相比，自贡金融业更多地展现了中国本土金融的发展历程。自贡盐井成为中国土生土长的最早的内生性股份制公司，比中国最早引进西方企业组织形式的外生性股份制公司轮船招商局早了一个多世纪。
自贡金融业是伴随着盐业的兴盛而发展起来的。清朝实行“引岸”的盐政制度，川盐受到抑制，而淮盐则受到清政府的垄断保护。由于不可能像扬州盐商那样得到国家垄断性政策的支持，富可敌国的自贡盐商并没有完全沉迷于商业性的消费之中，他们只能把更多的资金和精力投向生产领域，维持着井盐产业，并由此开创了中国契约股份制的先河，有效地将分散的资本集中起来，将集中的风险分散开去，迅速地扩大了井盐生产规模。由于投资和直接融资的保障，自贡盐场的冲击式顿钻凿井技术在18、19世纪就达到顶峰，进而促进了盐化工业的兴起。金融业的推动力使自贡由一个手工工场发展为一个工业化城市。

## 近代发达的金融业

### 金融機構
自贡历史上素有“盐、钱两帮”并立，可见金融业与井盐业关系之密切。除资本市场外，自贡的货币市场也非常发达。自流井钱庄，远肇于前清雍、乾之际。清朝时张家沱至王爷庙一段呈现出繁华的都市景象，昔日自流井的“心脏”沙湾，有“四川华尔街”之称。清嘉庆五年（l800 年），秦商在自流井牛氏巷开设第一家当铺．随后，自流井、荣县、威远商人相继开设一批当铺。清同治年间，川盐济楚，原盐增产，当铺也随之兴盛。罗、苟、陈姓的当铺发展到万县、奉节、荣县、富顺、乐山、隆昌等地。清咸丰三年（1853 年），自流井大盐商王朗云从推井汲卤、烧灶制盐到自立盐号运销，自办银钱字号融通资金，在大坟堡扇子坝金丰井内设广生同字号，在重庆、宜昌、沙市等地设分号。清光绪三十一年（ 1905 年），官商合办的浚川源银行在自流井设立分行。光绪三十四年，中国历史上最早的官办银行大清银行（中国银行的前身）就已经在自流井设立分处。两家银行主要为清政府服务。
到了中华民国时期，自贡市的工商业更加发达，经济活跃，促使金融业更加繁荣。自贡市的银行、银号、钱庄多达41家，远远多于现在。其中，银行21家，中央银行、中国银行、交通银行、中国农民银行4家为国营；川盐银行、川康平民商业银行、上海银行、重庆银行、中国通商银行、四川美丰银行、聚兴诚银行、金城银行、山西裕华银行、亚西银行、四川农工银行、江津工矿银行、胜利银行、建设银行、裕商银行、四川省银行、自贡市银行等银行17家为官商合营、私营。另有私营银行、钱庄20家。此外，金融业还有中央信托局自流井分局、中央合作金库自流井分库、邮政储金汇业局自流井办事处、四川省自贡合作金库等4家。

### 主營業務
民國時期，自貢的银行、银号、钱庄都收受存款。国家行（局）办理存款与储蓄业务，各有侧重。中央银行只办理存款；中国银行、交通银行、中国农民银行除办理存款外，都开展储蓄业务；中央信托局、邮政储金汇业局则以储蓄业务为主。中央银行收存军政存款、川康盐务管理局存款。
各银行的放款业务分定期放款、透支、贴现三种。这三种贷款又分信用和抵押两种形式。四大国营银行均直接间接与盐业生产发生密切关系，坚持常年贷款给盐业，解决资金困难。中国银行主要办理盐运押汇放款。在自贡，民间借贷有着悠久的历史．清末时期，每年一般在青黄不接之时，借贷较为频繁，其他如婚丧嫁娶、应酬，有时也需借贷。民间借贷看有无偿还能力，无力者，必须请人担保方可；二要立字据，定期限，一般在 l 年左右：三是定利息，清末民初利息较低，年息1分2厘、 1分5厘和2分。之后利息逐渐增加，年息有5分，对本和“利滚利”等。还有一种叫做打会、做会的借贷行为，它是一种民间自由邀约，通过一定的信用活动，由若干人定期定额交款，总数由这些人依次取一次，每人都收到款为止。最先提出做会的，称为“会首”，第一次得钱的为“首会”。由于它能起到互通有无，互济互利的作用，民间多乐于行使。在工商贷款方面，自贡地区的银钱业，早年多沿票号旧习，经营短期信用放款，尤以比期为主。比期放款的对象，多系井灶、商业各货帮，全属信用放款，金额大，利率高，周转快。如清末，山西票号宝丰隆、浚川源银行、大清银行所做放款，既无一定限制，又无妥实保证，纯以信用为准。这反映了自贡人民不仅讲信用，而且也重信用。自贡的钱庄、票号在一定时期成为了当地金融的调剂中心和结算中心，较为成功地解决了盐业经济发展中货币资本的集中、投放、流转、划拨、调剂、平衡的问题，既与山西、上海等地的钱庄、票号有诸多共同之处，又在特定的经济环境中形成了自己的特色。
自贡的盐商和殷实之户，多开立码头（即户名），遇有余资，则常立订折子，存款上折。子金（利息）比大市通常少五厘左右。若贷款，子金则通常比大市高五厘左右。所谓大市，即每日上午八时至十时，全市银钱业的经理或跑街，齐聚自流井正街之“意园”举行茶会，会上根据盐价和卤水价开支的早迟，比期子金之涨跌，渝汇之高低，同业间之通挪浮欠，折衷协商，议定一个众所公认之行市，即谓大市。各银行以大市为标准，决定自己的存贷业务和利率高低。可见，民国时期自贡金融之市场化程度很高，利率市场化已经实现。
兌換業務。每年五、八、腊三关，鹽场商人在收得成整的盐价现银之后，即将其全数或多数整存于銀行。随即将这一关期之内所需一切日行开支，作出全盘计划，交与存钱之銀行庄铺，按日零，兑换制钱，以作日常开支，到月底再作结算。
匯兌業務。通常以首都重慶為主要調撥之地。井市（自貢）的商业票据和货币稱“井洋”，重慶的商业票据和货币為“渝票”。分為以下幾種：（1）即期汇兑：汇价挂牌，照市换算。（2）短期汇兑：①买票。因自贡对于重庆居于出超地位，汇票价格，视重庆盐销之畅塞而定。渝票一千元，一般仅值井洋980元左右，卖者需贴水若干；②賣票。即在渝存有款项的銀行钱庄票号或商号，将渝票卖出换为井洋，再将井洋以高于存渝庄的利率放贷以賺取利润（即利用差價套利）。這是由於自貢金融無甚季節性，因為鹽之為用，人所必須，彈性極少，廠灶之工作如恒，資金之需要不絕，終年之內，銀根常緊；而重慶金融則展現出一定的季節性（緊時利率高攀，鬆時折息慘跌）。③翻碼頭。因通汇地点较多，各地汇价，同期内互有上下，如需匯款至渝，辗转绕经其他地方，再汇至渝，以获汇水价差，此为一种間接汇兑法。（3）商業期匯票。为其他商帮所出，付清鹽价，多用汇付方法。这种期汇票，亦有被行庄以稍低价格收买，凭其信用，变其为短期汇兑，可在汇价上套利。
1912年民国建立，废除川盐官运，自贡盐商重新广设盐号，自产自运，尤以重庆为盐号聚集之地。但因政局动荡，社会不稳，自流井与重庆之间现银运输风险很大，导致“汇水”奇涨，即在渝交款一千两换到等值面额“渝票”，原本凭此在井可实收银一千两，后来最少时却只能到手七百两，“汇水”高达三百两。自贡周边商民见状，携大量游资赶赴盐场趁低抢购“渝票”，一些盐商盐号也挪用生产营运资金投入汇兑，甚至冒险运送现银，试图投机获利，史称“汇水风潮”。
川盐押汇，在抗日战争前，即已由商业银行开始办理。（如自贡川盐银行。原名盐业银行，成立于1930年(民国19年)，四川军阀刘湘为使军晌有着，派第二师师长王绩绪兼任四川盐运使，把持盐政，以便截留盐税，勒令运盐商按盐载抽款，集股组成。王并派其亲信吴受彤兼任董事长，强制盐载保险，并凭保单办理押汇或押款，独家经营，以专其利。）由运商将税照及承兑票据交由银行转寄销岸银行，盐斤到岸，还清贷款，赎回税照，才能凭照申请盐务机关销售。抗战中，川康盐局为了积极推动盐运，充裕岸销，并使盐税能够按月筹解国民党政府财政部国库，经上级洽准国家银行办理押汇放款。此项放款，以盐载应缴税费。花盐每载6552元，巴盐7686元为限。运商办理押汇时，凭盐务机关填发的税照（即运照）向指定的四行办理押汇手续，（四行即中央、中国、交通、农民银行）押汇银行将运商所出承兑汇票（承兑期限为三个月）及运照和保险正单等寄交到岸银行，在盐斤运到指定岸口轮档销售时，运商必须还清贷款本息，取回运照及保险正单交盐务机关核对后，在护运查验单和保险附单上加盖准予起售戮记，然后才能就船销售。有的运商到销售时，如果资金不足，除少数设法付给现金外，多数采取出具期票或渝票向银行还清贷款本息，赎回运照，如果押汇到期，遇盐巴销市疲滞，尚未卖出，运商可向销岸银行转做押款，实质上是以较高利率延长押汇期限。实行官运及其后的盐专买时期。由于对委运盐承运商，盐税改为在岸交纳，改户按盐本的七成办理押汇。这样一来，运商购运一载盐，只需30%的资金，也就是说有一载的资本，能够经营三载多的业务，获得三载多的盈利，鼓励了运商踊跃办运。
在川康盐局未统一办理押汇之前，外来淮商经营盐运，利用他们与国家银行的密切关系，有的盐号本身就是银行自己办的，例如永业盐行号系中国银行办的，蜀余盐号是交通银行办的，中和盐号是农民银行办的。又如上海银行所办的大业，元康盐号，大陆、鼎昌、裕淮三家合办的大昌裕盐号，大有盐号是山西裕华银行经营（老板孔祥熙），通记盐号是金城银行经营，黔江盐号是孙越奇（国民党资源委员会主任）经营，利民盐号是贵州王伯群经营（王在国民党政府任职），这些盐号与主办押汇的四行均有千丝万缕的联系。这类盐号所占的运盐比重即达90％以上，这都是因为他们取得了国家银行的押汇，有着庞大的营运资金而形成的。
1940年物价上涨，币值贬落，原定押汇总数已不能满足运商需要，又经盐务总局将押汇总数增为350亿元，以后又递增到1947 年底的1,600亿元，最后达到2,O 83亿元。但此项总数仍只敷每载按成本的四成作押，较之原案尚少三成，如再逐级申请确属缓不济急，因此采取以“签章保证承兑汇票贴现放款”方式，补足七成（不足的三成金额由押汇银行决定，不再经过四联总处）。签章保证承兑汇票，系以实物提供担保（即盐载），实际上是押汇的补充。实行押汇以后，运商获得好处是巨大的，例如：当时国家银行放款利息月息4% ，市场商业利息是12% ，盐局核价参酌两种利息，折衷核给8% ，无形中运商得了4％的息余。又如．核价到岸时间，以井渝段为例，销售价内对搁本子金核为三个月，实陈上抗战中盐巴销售甚快，由井到渝一个多月足够，剩余一个多月又多得了8％的子金。1948 年秋法币改金元券，停止办理押汇，自贡盐运基本陷入雍痪。

### 期貨業
民國時期自貢的期貨業非常發達。银行除兑换、存放和汇兑等主要业务外，为利用资金，活辙业务，井市之銀行中混業經营副业者居多，主要是進行期货之交易和交割。當時自貢鹽場期貨的主要標的為米、糧、油、麻、菸和其他工業及生活物品等。專做米糧油麻菸的商人利用期貨業務轉嫁了戰時的價格風險。同時，更為重要的是，由於當時自流井以鹽業為主，布匹、棉紗、米糧等貨物仰賴外地。銀行兼營貨業，可以供應自貢鹽商及井灶所需之貨物，分作期貨和現貨交易。自流井的眾多銀行往往於春秋價賤之時，或大批購進現貨進行囤積，或與街面門市商店、外地客商等訂立期貨合約，隨時待價而沽，以從商品期貨和現貨的買賣中獲益。
民国时期，自贡的金融衍生品还有远期渝票（重庆收付款的一种票据）和渝票期货。自贡盐业运销的特点，一是运道长，需要资金大；二是盐巴是大宗商品，不同于其他商品那样容易筹措资金。在营运资金调拨方面，由于运商买盐，须在自贡支付盐本税价、销售盐斤又系在各个岸口，必须得资金调回，但泸州、合江、江津、涪陵、万县、合川大部分需集中重庆再转拨自贡，及贵州省贵阳、思南、遵义、安顺等地因不能直接汇解自贡也要通过重庆转拨等关系，确有缓不济急之感；而自贡商售盐价款，除就地支付工资以及当地采购的粮、油、麻、米之外，属于生产器材及工业消费品及自贡其他行业在自贡销货后所得价款，又须在重庆进货，因此由自贡盐场向重庆调付资金是很大的，产生了渝票。渝票兑付期是半个月一个比期，可在市场自由交易。视供求情况，距离比期天数和市场利率浮动情况而变化它的兑换率。如渝票一百元，月初可卖六十元，月半重庆照票交付一百元，差额四十元，即十多天的利息和汇费组成。如果双方约定在同一时间交付，则只算少量汇费。远期渝票也参照这种价格变动规律进行定价。远期渝票可以在市面自由流通，民国时期在三圣桥讼榆茶馆一带，既是仓单的买卖市场，同时也是渝票的交易场所了，即期渝票和渝票期货都可以交易。根据盐巴产销、市场利率和通货膨胀率的不同，这种远期渝票和渝票期货的交易价格会不断波动。
国共内战期间，一面是自流井盐产过剩，一面又是恶性通货膨胀加剧，盐价下跌，仓单（存取仓储盐的期货凭证）价格却忽上忽下。特别是1948年，中央银行滥发钞票，通货膨涨之后，钞票面领不能适应物价上涨需要，赶印钞票也来不及了，市面流通出现了巨额书写本票。自贡子金比重庆高，变半月一转票、付息五天一转，五天的利息数倍于本金，物价跑不过子金，演成暴债又无物资，受损巨大。在这种情况下，运商在销岸卖出一担盐的价款，不够在场重置等量盐斤，加以湘楚广大地区为低价淮盐上运大量冲销，运商手中所持资金的票额越来越大，但仓单实际购买力却越来越小。盐场期货金融市场完全停顿，热衷于仓单买卖投机的盐业世家如颜氏家族等也因此由盛转衰。

### 保險業
民国时期自贡的保险公司，多是一家或几家银行投资创办，银行既是公司的投资者，又是业务代理人，保险业逐渐形成银行的副业，它是金融业的派生。自贡的保险以盐运保险为主，实际上盐船遇险事故不多，而盐载保险却每载（计1,260担）必保，以至为保税本，当局甚至强制保险。保险业务的“四联行”（中、中、交、农）保险总处独揽，保险公司的分支机构多达27个，遍布川、黔、湘、鄂各岸。当时，保险业成为了自贡一个利润丰厚的事业。

### 市政債券
民国时期自贡的债券也得到了发展。民国二十一年，重庆证券交易所成立。交易所上市的债券除出赋公债、军需债券、盐税库券、烟洒库券、整理金融库券之类、地方政府发行的债券外，也有少数几家如民生公司、自来水公司等的股票。但是这类企业股票多有行无市。这样，市场交易便主要集中在政府债券上。 抗战时期，自贡市富荣盐场增产，由川康盐务总局出面，将急需开发贷款资金壹仟万元案呈报国民政府财政部、盐务总局。经核准转由“中央、中国、交通、农民四大国家银行”四行联合办事总处议决：按壹仟万元透支合约数额，搭用甲种“节约建国储蓄券”伍佰万元，在“中中交农”自流井四联支处金融管辖区域范围内视同现钞流通。可见，早在抗战时期，自贡市就有了“地方政府发行债券”的先河。

## 金融业现状
中华人民共和国建政以后，自贡的金融业受到严重抑制，始于清朝的金融创新模式遭遇很大的阻碍。这是自贡金融发展史上的巨大倒退。改革开放后，中共开始着手重建金融体系，但是由于实体经济的失落，自贡历史上金融业的辉煌已经无法再次铸就。今天的自贡市区仅有中国农业发展银行、中行、农行、工行、建行、交行、自贡市商业银行、邮政储蓄等商业银行、乐山市商业银行、攀枝花市商业银行、自贡中成村镇银行（原自贡农商村镇银行），共有各类银行业金融机构16家（其中，政策性银行二级分行1家，全国性商业银行二级分行6家，城市商业银行3家，农村信用联社5家，市级村镇银行1家），但银行数量尚不及民国时期的1/5。另外，仅有华西、中投、国都和海通等4家证券业金融机构。中国人民财产、人寿、太平洋、中国平安等保险业金融机构19家（其中财险机构10家，寿险机构9家）。小额贷款公司1家。融资性担保公司3家。1992年，自贡市公开发行了“东新电碳股票”，1993年东碳成为中共建国后自贡市第一家上市公司。从1994年开始，“东锅”、“长征”、“大西洋”等公司发行的股票，均实行了无纸化电脑管理。2008年，首家上市的民营企业“川润股份”在深圳证券交易所成功挂牌上市。虽然在2011年自贡市高新技术产业园区成功升级为国家级高新技术产业开发区，高新孵化园已经建立，但是私募股权投资基金和风险投资的发展仍然十分滞后，金融市场发育不健全，多层次资本市场发展不足，直接融资比重不高。金融市场结构非常不平衡，在组织结构上，国有商业银行在银行业处于主导地位，业务创新水平偏低，本土金融实力较弱。金融人才支撑不足。可见，晚清和民国时期自贡盐场的金融创新风潮，到了中共建政后已经不复存在。